# 一晩中踊れたら
「一晩中踊れたら」（ひとばんじゅうおどれたら、原題：I Could Have Danced All Night）はミュージカル『マイ・フェア・レディ』の挿入歌で、作曲はフレデリック・ロウ、歌詞はアラン・ジェイ・ラーナー 。この曲はミュージカルのヒロイン、イライザ・ドゥーリトルによって歌われ、彼女の家庭教師、ヘンリー・ヒギンズとの即興ダンスの後の興奮を表現している。 メイドと家政婦が、イライザに寝るように促すが、彼女は無視する。
ブロードウェイにおけるジュリー・アンドリュース主演版『マイ・フェア・レディ』で最初に演奏された。
1964年の映画版『マイ・フェア・レディ』でも用いられたが、イライザ・ドゥーリトルを演じたオードリー・ヘプバーンの大部分の歌声を吹き替えて、マーニ・ニクソンによって歌われた。このバージョンは2004年に「アメリカ映画主題歌ベスト100」で17位となった。「踊り明かそう」というタイトルもある。

## 主な収録アーティスト
- シルヴィア・シムス
- エラ・フィッツジェラルド
- フランク・シナトラ
- ナット・キング・コール
- ペギー・リー
- アンディ・ウィリアムス
- ダイナ・ショア
- ローズマリー・クルーニー
- ロビン・ウィリアムズ
- ベン・E・キング
- ネイサン・レイン
- 江利チエミ
- 本田美奈子2006/04/20発売 心を込めて...COCQ-8413に収録[4]